# Lake Geneva, Wisconsin
Lake Geneva är en ort i Walworth County i delstaten Wisconsin, USA.